# فيروس الإنفلونزا أ H2N3

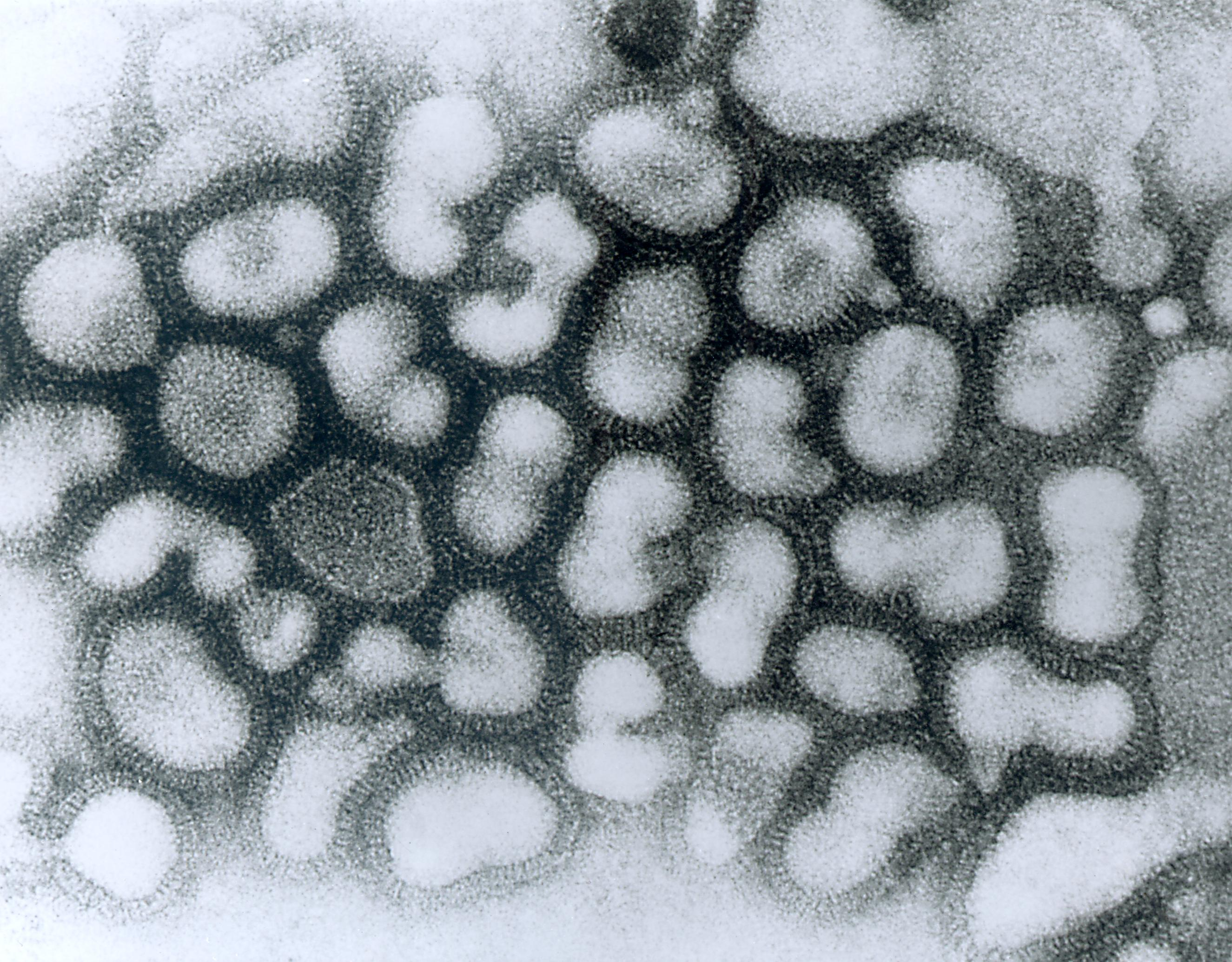

فيروس الإنفلونزا أ H2N3 هو أحد أنماط فيروس الإنفلونزا أ التابع لمجموعة أورثوميكسوفيريداي يصيب بالعادة الطيور و بعض الثديات كالفئران و الخنازير.
تم التعرف للفيروس H2N3 أول مرة في الولايات المتحدة عام 2006 إثر فاشية إنفلونزا في أحد مزارع الخنازير في ميسوري.